# Mauritanie aux Jeux olympiques d'été de 1984
La Mauritanie participe aux Jeux olympiques d'été de 1984 à Los Angeles. C'est la première participation pour le comité national olympique qui avait été reconnu en 1979.
Sa délégation est composée de deux lutteurs athlètes et son porte-drapeau est Sidi Mohamed Ould Bidjel. Au terme des Olympiades, la nation n'est pas à proprement classée puisqu'elle ne remporte aucune médaille. 

## Engagés mauritaniens par sport
Deux lutteurs, Mamadou Diallo (−90 kg) et Oumar Samba Sy (-100kg) participent au tournoi de lutte libre sans atteindre le stade des quarts de finale. 
| Athlète        | Compétition     | Phase de poule             | Phase de poule        | Phase de poule      | Phase de poule      | Quarts de finale    | Demi-finales        | Finale              | Rang        |
| Athlète        | Compétition     | Adversaire Résultat        | Adversaire Résultat   | Adversaire Résultat | Adversaire Résultat | Adversaire Résultat | Adversaire Résultat | Adversaire Résultat | Rang        |
| Lutte libre    | Lutte libre     | Lutte libre                | Lutte libre           | Lutte libre         | Lutte libre         | Lutte libre         | Lutte libre         | Lutte libre         | Lutte libre |
| -------------- | --------------- | -------------------------- | --------------------- | ------------------- | ------------------- | ------------------- | ------------------- | ------------------- | ----------- |
| Mamadou Diallo | Moins de 90 kg  | Battu par Appah 1 - 3      | Battu par Loban 0 - 4 | Éliminé             | Éliminé             | Éliminé             | Éliminé             | Éliminé             | Éliminé     |
| Oumar Samba Sy | Moins de 100 kg | Battu par Poikilidis 0 - 3 | Forfait               | Éliminé             | Éliminé             | Éliminé             | Éliminé             | Éliminé             | Éliminé     |